# Hipermarket

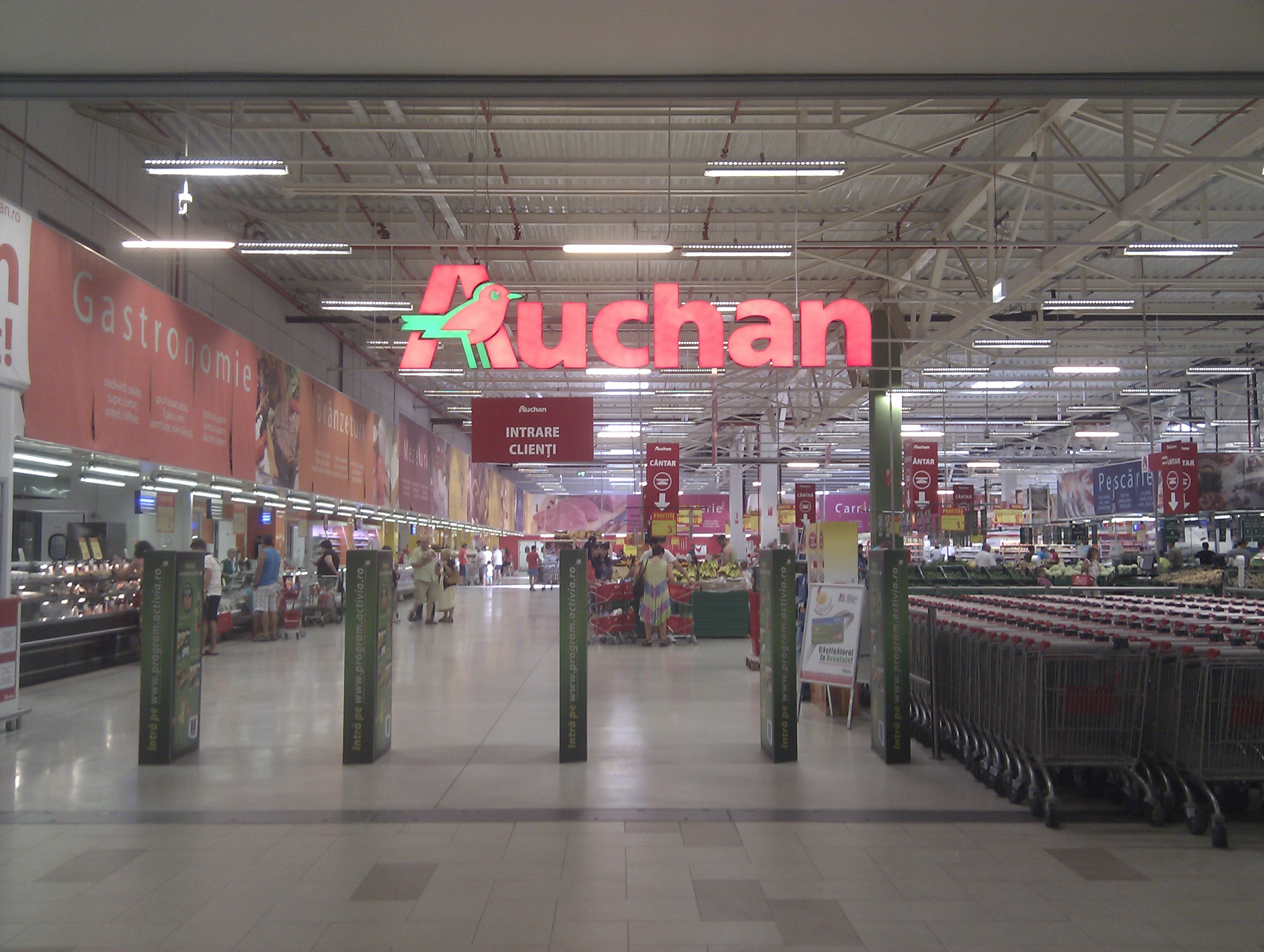
Intrarea unui hipermarket din Constanța

Hipermarketul este un magazin foarte mare ce dispune de spații comerciale ce variază între 8 000–22 000 m2. Combină specificul desfacerii cu amănuntul cu cel al supermarketului, al magazinului de solduri și al magazinului-depozit. Aceste magazine se caracterizează prin prezența tuturor raioanelor, inclusiv a celor care practică vânzarea clasică. Rezultatul este un gigant comercial care pune în vânzare o imensă gamă sortimentală sub același acoperiș, incluzând, de la produse alimentare, până la produse electrocasnice și confecții. Gama sortimentală cuprinde între 25 000-50 000 produse. Construcția magazinului este pe un singur nivel, iar amplasarea, de regulă, la periferia orașului. 
Primul hipermarket a apărut în Statele Unite, în 1931, în Portland, Oregon. La nivel mondial cel mai mare hipermarket se găsește în Statele Unite, acesta fiind Wall-Mart, iar în Europa se întâlnesc hypermarket-uri ca: Tesco în Anglia, Marktkauf în Germania, Eroski și Hiperscor în Spania, Carrefour și Real în Polonia.
După succesul înregistrat de supermarketuri si hipermarketuri s-a creat o teamă în rândul deținătorilor de mici magazine, aceștia crezând că vor ajunge să dea faliment. Francezii au fost primii care au luat măsuri din punct de vedere legislativ pentru îngrădirea dezvoltării lanțurilor de hipermarket-uri.
În ultimii ani au început să se dezvolte și în România hipermarketurile, magazinele de tip discount, și mall-urile. Ponderea acestora a început să crească și să atragă din ce în ce mai mulți consumatori, apariția noilor forme de comerț cu amănuntul fiind o altă caracteristică a comerțului cu amănuntul din România.
Forma de distribuție de tip hipermarket a fost introdusă în România în 2001 din inițiativa unuia dintre cei mai mari detailiști mondiali, Hiproma, companie deținută de Hyparlo Group și Carrefour.
Dezvoltarea continuă a hipermarketurilor tinde să scoată de pe piață micile magazine de cartier. În opinia multora, este mai practic să-ți faci cumpărăturile o dată pe săptămână dintr-un hipermarket decât să mergi zilnic pentru aprovizionare la magazinul din colțul străzii.